# Petritoli
Petritoli är en ort och kommun i provinsen Fermo i regionen Marche i Italien. Kommunen hade 2 280 invånare (2018).